# Cătălina Ponor
Cătălina Ponor (* 20. August 1987 in Constanța) ist eine ehemalige rumänische Kunstturnerin.

## Karriere
Cătălina Ponor startete für C.S.Ș. nr. 1 Farul Constanța und wurde dort von Matei Stănei und Gabriela Dosoftei trainiert. Sie machte zum ersten Mal international auf sich aufmerksam, als sie bei den Turn-Weltmeisterschaften 2003 drei Silbermedaillen gewann: im Mannschaftsmehrkampf, am Boden und am Schwebebalken. 2004 holte sie bei den Europameisterschaften in denselben Disziplinen drei Goldmedaillen.
Sie zählte zu den erfolgreichsten Sportlern der Olympischen Sommerspiele 2004 in Athen. Ponor gewann in den Einzelfinals jeweils die Goldmedaille am Boden und am Schwebebalken. Im Mehrkampf der Mannschaften gewann sie mit Rumänien ebenfalls die Goldmedaille.
Bei den Europameisterschaften 2005 konnte Ponor ihren Titel am Schwebebalken verteidigen, außerdem belegte sie Rang 4 am Boden. Bei den Turn-Weltmeisterschaften 2005 errang sie Bronze am Schwebebalken. Bei den Europameisterschaften im April 2006 gewann sie ein weiteres Mal Gold am Schwebebalken. Zudem holte sie Silber im Mannschaftsmehrkampf sowie Bronze am Boden. Anschließend musste Ponor verletzungsbedingt ihr Training unterbrechen und kehrte erst im November 2006 wieder zurück. Sie trennte sich von ihrem bisherigen Trainerstab und wechselte zu Mariana Bitang. Die letzte Medaille gewann Ponor bei den Turn-Weltmeisterschaften 2007, wo sie Rang 3 im Mannschaftswettbewerb und Rang 4 am Schwebebalken belegte. Am 12. Dezember 2007 gab sie ihren Rückzug aus dem aktiven Leistungssport bekannt. Im April 2011 kehrte Ponor wieder zum Leistungssport zurück und nahm bei Octavian Belu und Mariana Bitang das Training nach einer fast 4-jährigen Abwesenheit wieder auf. Bei den Weltmeisterschaften 2011 in Tokyo gewann sie mit der Mannschaft den 4. Platz. Bei den folgenden Olympischen Sommerspielen 2012 in London gewann sie mit der rumänischen Mannschaft die Bronzemedaille hinter den Olympiasiegerinnen aus den USA und Russland sowie Silber am Boden hinter der US-Amerikanerin Alexandra Raisman.
Bei den Olympischen Spielen 2016 in Rio war sie die Fahnenträgerin bei der Eröffnungsfeier.
2017 wurde Ponor bei den Europameisterschaften in Cluj-Napoca Europameisterin. Am Ende des Jahres erklärte sie ihren Rücktritt.
Cătălina Ponor ist 1,58 m groß, ihr Wettkampfgewicht betrug 51 kg.

## Auszeichnungen
- Wahl zur besten Sportlerin des Jahres 2004 im Kreis Constanța[4]
- Ehrenbürgerin von Constanța[5]
- Ehrenbürger von Bukarest 2017
- Treudienst-Orden im Offiziersrang 2017[6]